# Бени Бланко
Бенџамин Џозеф Левин (енгл. Benjamin Joseph Levin; Рестон, 8. март 1988), познат као Бени Бланко (енгл. Benny Blanco), амерички је музички продуцент.

## Биографија
Рођен је 8. марта 1988. године у јеврејској породици у Рестону. Почео је да производи хип-хоп инструментале у својој спаваћој соби и да снима сопствене вокале на њима.

## Дискографија
Студијски албуми
- (2018)